# Laser

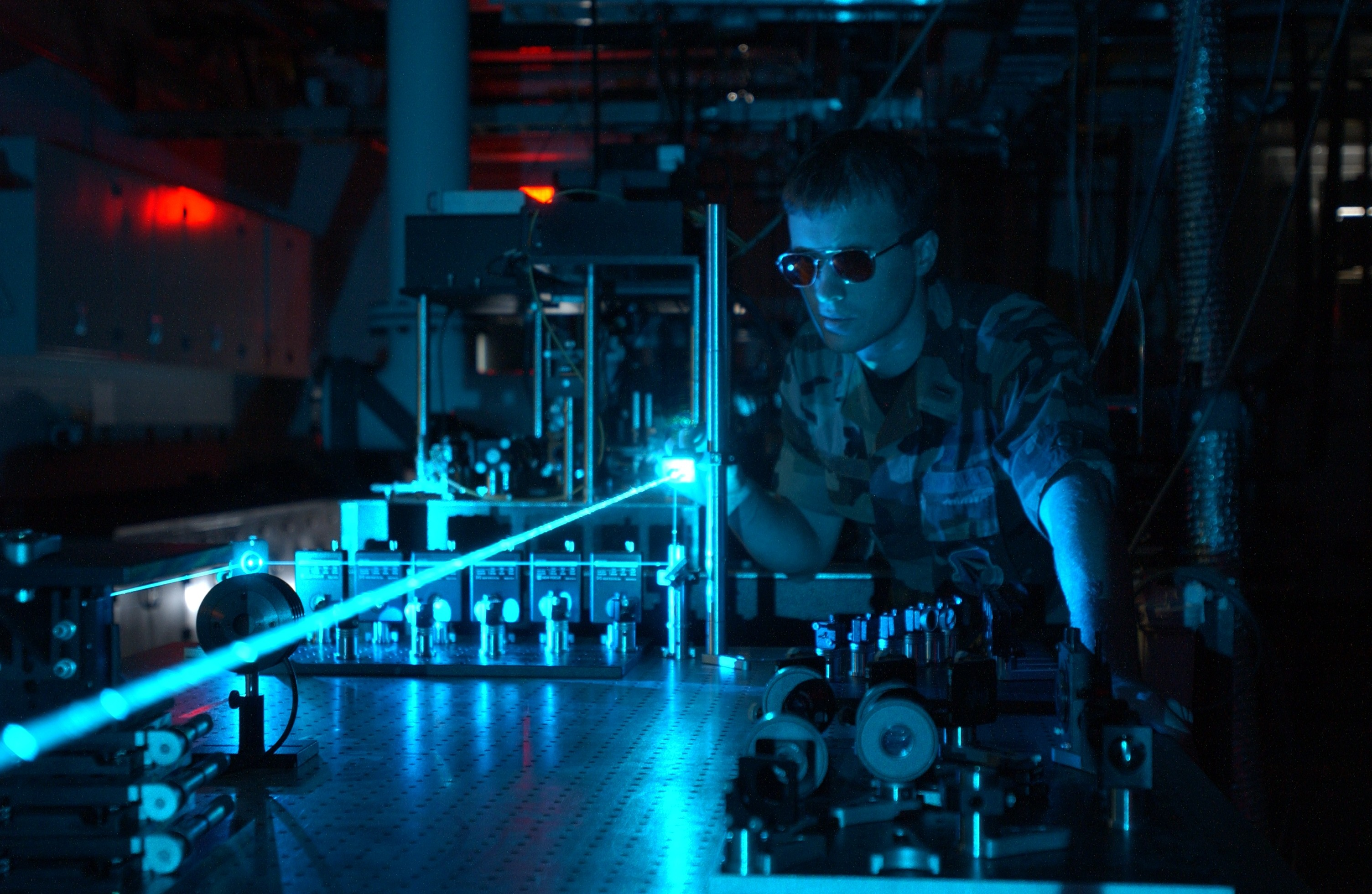
Ứng dụng của Laser trong không quân Hoa Kỳ

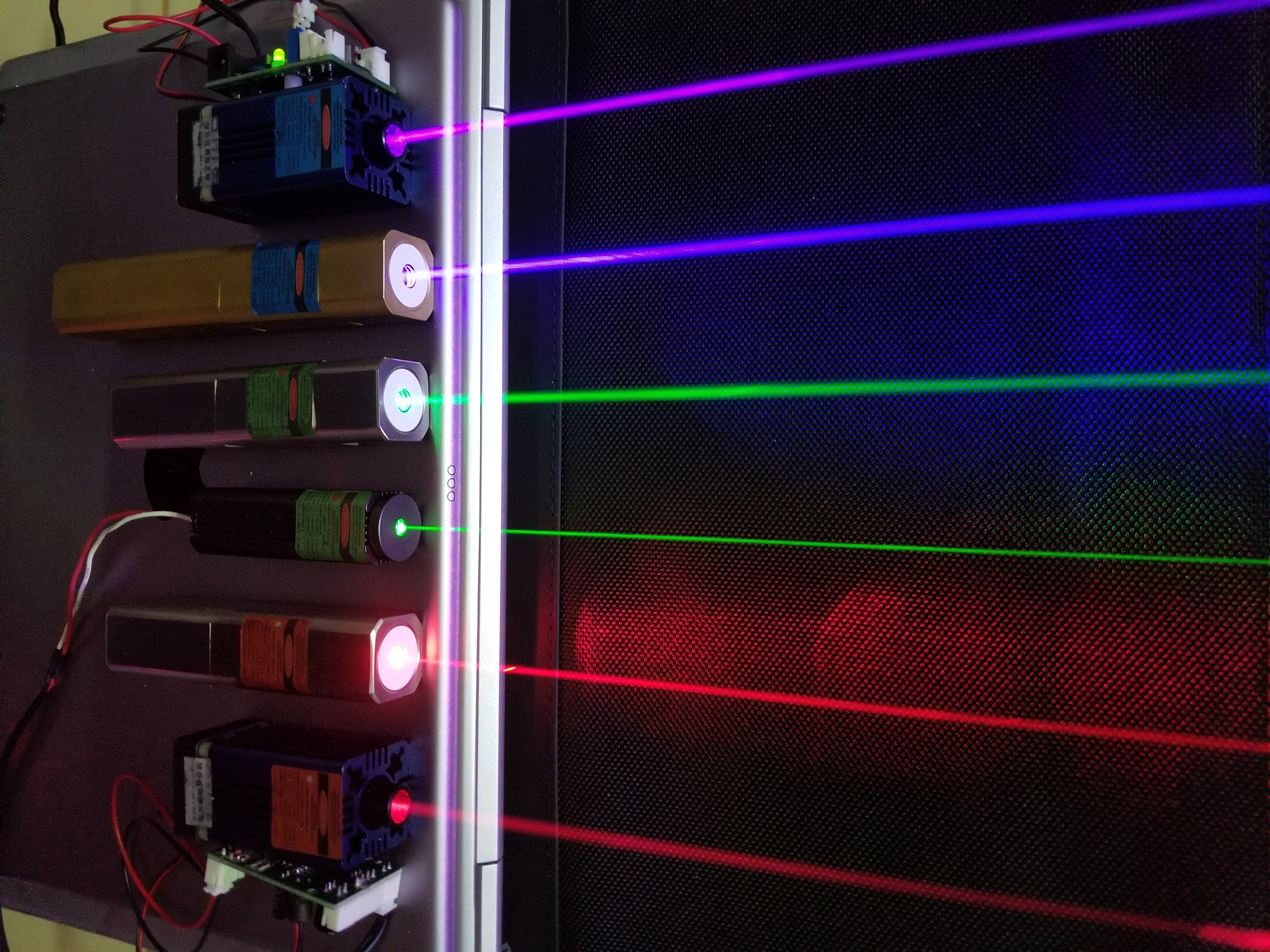
Laser: màu đỏ (Bước sóng 660 & 635 nm), Xanh lá (532 & 520 nm) và xanh tím (445 & 405 nm).

Laser hay Light Amplification by Stimulated Emission of Radiation có nghĩa là "khuếch đại ánh sáng bằng phát xạ kích thích".
Theo thuyết lượng tử thì trong một nguyên tử, các electron có thể chiếm những mức năng lượng khác nhau đặc trưng cho trạng thái chuyển động của nó. Những electron chuyển động gần hạt nhân hơn, chiếm những mức năng lượng thấp hơn tức là ở trạng thái bền hơn, những electron chuyển động ở xa hạt nhân có năng lượng cao hơn. Tia laser được tạo ra khi các electron trong các nguyên tử trong vật liệu quang học như thủy tinh, tinh thể hoặc khí, hấp thụ năng lượng từ dòng điện hoặc ánh sáng. Năng lượng bổ sung đó "kích thích" các electron đủ để di chuyển từ quỹ đạo năng lượng thấp hơn sang quỹ đạo năng lượng cao hơn xung quanh hạt nhân của nguyên tử gọi là chuyển dời trạng thái. Các chuyển dời có thể sinh ra hay hấp thụ lượng tử ánh sáng hay photon theo thuyết lượng tử của Albert Einstein. Bước sóng (liên quan đến màu sắc) của tia sáng phụ thuộc vào sự chênh lệch năng lượng giữa các mức.
Có nhiều loại laser khác nhau, có thể ở dạng hỗn hợp khí, ví dụ He-Ne, hay dạng chất lỏng, song có độ bức xạ lớn nhất vẫn là tia laser tạo bởi các linh kiện bán dẫn như điốt laser.
Laser có trong rất nhiều ứng dụng, như làm mắt đọc đĩa quang CD/DVD, máy in laser, máy quét mã vạch, công cụ trình tự DNA, internet cáp quang, truyền dữ liệu trong không gian vũ trụ, máy cắt, máy hàn, máy phẫu thuật laser, tẩy mụn ruồi, nhắm bằng laser. Trong quân đội laser được dùng để đánh dấu, đo khoảng cách và tốc độ của mục tiêu. Trong giải trí laser được sử dụng trong các sân khấu như hòa âm ánh sáng, bút thuyết trình

## Lịch sử

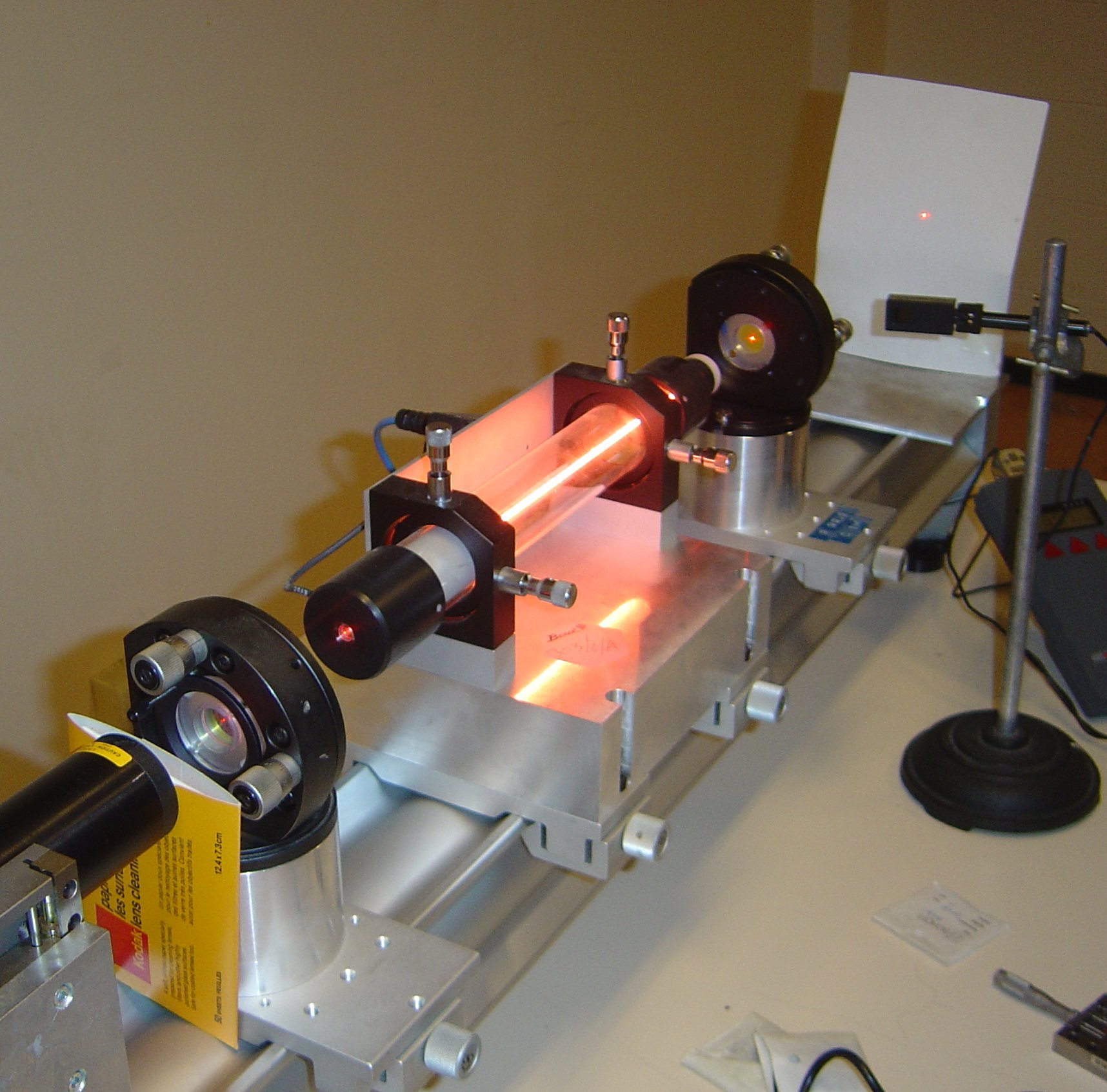
Laser He-Ne

Laser được phỏng theo maser, một thiết bị có cơ chế tương tự nhưng tạo ra tia vi sóng hơn là các bức xạ ánh sáng. Maser đầu tiên được tạo ra bởi Charles H. Townes và sinh viên tốt nghiệp J.P. Gordon và H.J. Zeiger vào năm 1953. Maser đầu tiên đó không tạo ra tia sóng một cách liên tục. Nikolay Gennadiyevich Basov và Aleksandr Mikhailovich Prokhorov của Liên bang Xô viết đã làm việc độc lập trên lĩnh vực lượng tử dao động và tạo ra hệ thống phóng tia liên tục bằng cách dùng nhiều hơn hai mức năng lượng. Hệ thống đó có thể phóng ra tia liên tục mà không cho các hạt xuống mức năng lượng bình thường, vì thế vẫn giữ tần suất. Năm 1964, Charles Townes, Nikolai Basov và Aleksandr Prokhorov cùng nhận giải thưởng Nobel vật lý về nền tảng cho lĩnh vực điện tử lượng tử, dẫn đến việc tạo ra máy dao động và phóng đại dựa trên thuyết maser-laser.
Laser hồng ngọc, một laser chất rắn, được tạo ra lần đầu tiên vào năm 1960, bởi nhà vật lý Theodore Maiman tại phòng thí nghiệm Hughes Laboratory ở Malibu, California. Hồng ngọc là oxit nhôm pha lẫn crôm, crôm hấp thụ tia sáng màu xanh lá cây và xanh lục, để lại duy nhất tia sáng màu hồng phát ra.
Robert N. Hall phát triển laser bán dẫn đầu tiên, hay điốt laser, năm 1962. Thiết bị của Hall xây dựng trên hệ thống vật liệu gali-asen và tạo ra tia có bước sóng 850 nm, gần vùng quang phổ tia hồng ngoại. Laser bán dẫn đầu tiên với tia phát ra có thể thấy được được trưng bày đầu tiên cùng năm đó. Năm 1970, Zhores Ivanovich Alferov của Liên Xô và Hayashi và Panish của Phòng thí nghiệm Bell đã độc lập phát triển điốt laser hoạt động liên tục ở nhiệt độ trong phòng, sử dụng cấu trúc đa kết nối.

## Cấu tạo

Cấu tạo cơ bản và cơ chế hoạt động của laser.
1) Buồng cộng hưởng (vùng bị kích thích)
2) Nguồn nuôi (năng lượng bơm vào vùng bị kích thích)
3) Gương phản xạ toàn phần
4) Gương bán mạ
↵5) Tia laser

Nguyên lý cấu tạo chung của một máy laser gồm có: buồng cộng hưởng chứa hoạt chất laser, nguồn nuôi và hệ thống dẫn quang. Trong đó buồng cộng hưởng với hoạt chất laser là bộ phận chủ yếu.
 
Buồng cộng hưởng chứa hoạt chất laser, đó là một chất đặc biệt có khả năng khuếch đại ánh sáng bằng phát xạ cưỡng bức để tạo ra laser. Khi 1 photon tới va chạm vào hoạt chất này thì kéo theo đó là 1 photon khác bật ra bay theo cùng hướng với photon tới. Mặt khác buồng cộng hưởng có 2 mặt chắn ở hai đầu, một mặt phản xạ toàn phần các photon khi bay tới, mặt kia cho một phần photon qua một phần phản xạ lại làm cho các hạt photon va chạm liên tục vào hoạt chất laser nhiều lần tạo mật độ photon lớn. Vì thế cường độ chùm laser được khuếch đại lên nhiều lần. Tính chất của laser phụ thuộc vào hoạt chất đó, do đó người ta căn cứ vào hoạt chất để phân loại laser.

## Nguyên lý hoạt động
Một ví dụ về nguyên lý hoạt động của laser có thể miêu tả cho laser thạch anh:
- Dưới sự tác động của hiệu điện thế lớn, các electron của thạch anh di chuyển từ mức năng lượng thấp lên mức năng lượng cao tạo nên trạng thái nghịch đảo mật độ tích lũy của electron.
- Ở mức năng lượng cao, một số electron sẽ rơi ngẫu nhiên xuống mức năng lượng thấp, giải phóng hạt ánh sáng được gọi là photon.
- Các hạt photon này sẽ toả ra nhiều hướng khác nhau từ một nguyên tử, va phải các nguyên tử khác, kích thích eletron ở các nguyên tử này rơi xuống tiếp, sinh thêm các photon cùng tần số, cùng pha và cùng hướng bay, tạo nên một phản ứng dây chuyền khuếch đại dòng ánh sáng.
- Các hạt photon bị phản xạ qua lại nhiều lần trong vật liệu, nhờ các gương để tăng hiệu suất khuếch đại ánh sáng.
- Một số photon thoát ra ngoài nhờ có gương bán mạ tại một đầu của vật liệu. Tia sáng đi ra chính là tia laser.

## Phân loại

### Laser chất rắn
Có khoảng 200 chất rắn có khả năng dùng làm môi trường hoạt chất laser. Một số loại laser chất rắn thông dụng:
- YAG-Neodym: hoạt chất là Yttrium Aluminium Garnet (YAG) cộng thêm 2-5% neodymi, có bước sóng 1060 nm thuộc phổ hồng ngoại gần. Có thể phát liên tục tới 100W hoặc phát xung với tần số 1000-10000Hz.
- Hồng ngọc (Ruby): hoạt chất là tinh thể Aluminium có gắn những ion crom, có bước sóng 694,3 nm thuộc vùng đỏ của ánh sáng trắng.
- Bán dẫn: loại thông dụng nhất là diot Gallium Arsen có bước sóng 890 nm thuộc phổ hồng ngoại gần.

### Laser chất khí
- He-Ne: hoạt chất là khí heli và neon, có bước sóng 632,8 nm thuộc phổ ánh sáng đỏ trong vùng nhìn thấy, công suất nhỏ, từ một đến vài chục mW. Trong y học được sử dụng làm laser nội mạch, kích thích mạch máu.
- Argon: hoạt chất là khí argon, bước sóng 488 và 514,5 nm.
- CO2: bước sóng 10.600 nm thuộc phổ hồng ngoại xa, công suất phát xạ có thể tới megawatt (MW). Trong y học ứng dụng làm dao mổ.

### Laser chất lỏng
Môi trường hoạt chất là chất lỏng, thông dụng nhất là laser màu.

## Tính chất
- Độ định hướng cao: tia laser phát ra hầu như là chùm song song do đó có khả năng chiếu xa hàng nghìn km mà không bị phân tán.
- Tính đơn sắc rất cao: chùm sáng chỉ có một màu (hay một bước sóng) duy nhất. Do vậy chùm laser không bị tán xạ khi đi qua mặt phân cách của hai môi trường có chiết xuất khác nhau. Đây là tính chất đặc biệt nhất mà không nguồn sáng nào có.
- Tính đồng bộ của các photon trong chùm tia laser: Có khả năng phát xung cực ngắn: cỡ mili giây (ms), nano giây, pico giây, cho phép tập trung năng lượng tia laser cực lớn trong thời gian cực ngắn.

## Các chế độ hoạt động
Laser có thể được cấu tạo để hoạt động ở trạng thái bức xạ sóng liên tục (hay CW - continuous wave) hay bức xạ xung (pulsed operation). Điều này dẫn đến những khác biệt cơ bản khi xây dựng hệ laser cho những ứng dụng khác nhau. 

### Chế độ phát liên tục
Trong chế độ phát liên tục, công suất của một laser tương đối không đổi so với thời gian. Sự đảo nghịch mật độ electron cần thiết cho hoạt động laser được duy trì liên tục bởi nguồn bơm năng lượng đều đặn.

### Chế độ phát xung
Trong chế độ phát xung, công suất laser luôn thay đổi so với thời gian, với đặc trưng là các giai đoạn "đóng" và "ngắt" cho phép tập trung năng lượng cao nhất có thể trong một thời gian ngắn nhất có thể. Các dao laser là một ví dụ, với năng lượng đủ để cung cấp một nhiệt lượng cần thiết, chúng có thể làm bốc hơi một lượng nhỏ vật chất trên bề mặt mẫu vật trong thời gian rất ngắn. Tuy nhiên, nếu cùng năng lượng như vậy nhưng tiếp xúc với mẫu vật trong thời gian dài hơn thì nhiệt lượng sẽ có thời gian để xuyên sâu vào trong mẫu vật do đó phần vật chất bị bốc hơi sẽ ít hơn. Có rất nhiều phương pháp để đạt được điều này, như:
- Phương pháp chuyển mạch Q (Q-switching)
- Phương pháp kiểu khoá (modelocking)
- Phương pháp bơm xung (pulsed pumping)

## An toàn
Laser với cường độ thấp, chỉ là vài miliwatt, cũng có thể nguy hiểm với mắt người. Tại bước sóng mà giác mạc mắt và thủy tinh thể có thể tập trung tốt, nhờ tính đồng nhất và sự định hướng cao của laser, một công suất năng lượng lớn có thể tập trung vào một điểm cực nhỏ trên võng mạc. Kết quả là một vết cháy tập trung phá hủy các tế bào mắt vĩnh viễn trong vài giây, thậm chí có thể nhanh hơn. Độ an toàn của laser được xếp từ I đến IV. Với độ I, tia laser tương đối an toàn. Với độ IV, thậm chí chùm tia phân kỳ có thể làm hỏng mắt hay bỏng da. Các sản phẩm laser cho đồ dân dụng như máy chơi CD và bút laser dùng trong lớp học được xếp hạng an toàn từ I, II, hay III. (Xem thêm An toàn laser).

## Ứng dụng của laser

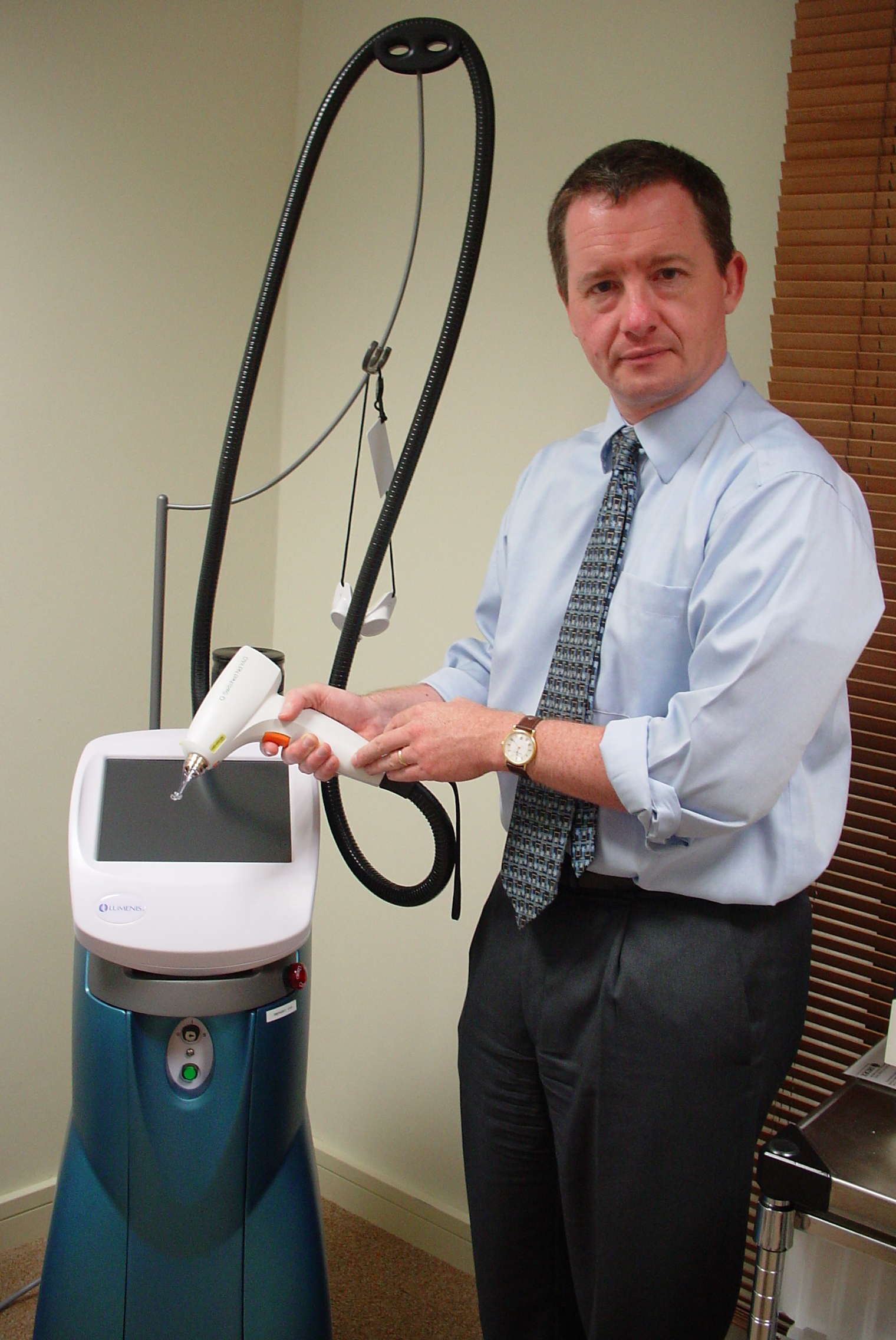
Laser ứng dụng trong điều trị bệnh da liễu.

Vào thời điểm được phát minh năm 1960, laser được gọi là "giải pháp để tìm kiếm các ứng dụng". Từ đó, chúng trở nên phổ biến, tìm thấy hàng ngàn tiện ích trong các ứng dụng khác nhau trên mọi lĩnh vực của xã hội hiện đại, như phẫu thuật mắt, hướng dẫn phương tiện trong tàu không gian, trong các phản ứng tổng hợp hạt nhân... Laser được cho là một trong những phát minh có ảnh hưởng nhất trong thế kỉ 20.
Ích lợi của laser đối với các ứng dụng trong khoa học, công nghiệp, kinh doanh nằm ở tính đồng pha, đồng màu cao, khả năng đạt được cường độ sáng cực kì cao, hay sự hợp nhất của các yếu tố trên. Ví dụ, sự đồng pha của tia laser cho phép nó hội tụ tại một điểm có kích thước nhỏ nhất cho phép bởi giới hạn nhiễu xạ, chỉ rộng vài nanomét đối với laser dùng ánh sáng. Tính chất này cho phép laser có thể lưu trữ vài gigabyte thông tin trên các rãnh của DVD. Cũng là điều kiện cho phép laser với công suất nhỏ vẫn có thể tập trung cường độ sáng cao và dùng để cắt, đốt và có thể làm bốc hơi vật liệu trong kỹ thuật cắt bằng laser hay dao laser. Ví dụ, một laser Nd:YAG, sau quá trình nhân đôi tần số, phóng ra tia sáng xanh tại bước sóng 523 nm với công suất 10 W có khả năng, trên lý thuyết, đạt đến cường độ sáng hàng triệu W trên một cm vuông. Trong thực tế, thì sự tập trung hoàn toàn của tia laser trong giới hạn nhiễu xạ là rất khó.
Tia sáng laser với cường độ cao có thể cắt thép và các kim loại khác. Tia từ laser thường có độ phân kì rất nhỏ (độ chuẩn trực cao). Độ chuẩn trực tuyệt đối là không thể tạo ra, bởi giới hạn nhiễu xạ. Tuy nhiên, tia laser có độ phân kỳ nhỏ hơn so với các nguồn sáng khác. Một tia laser được tạo từ laser He-Ne, nếu chiếu từ Trái Đất lên Mặt Trăng, sẽ tạo nên một hình tròn đường kính khoảng 1 dặm (1,6 kilômét). Một vài laser, đặc biệt là với laser bán dẫn, có với kích thước nhỏ dẫn đến hiệu ứng nhiễu xạ mạnh với độ phân kỳ cao. Tuy nhiên, các tia phân kỳ đó có thể chuyển đổi về tia chuẩn trục bằng các thấu kính hội tụ. Trái lại, ánh sáng không phải từ laser không thể làm cho chuẩn trực dễ dàng bằng các thiết bị quang học, vì chiều dài đồng pha ngắn hơn rất nhiều so với tia laser. Định luật nhiễu xạ không áp dụng khi laser được truyền trong các thiết bị dẫn sóng như sợi thủy tinh. Laser cường độ cao cũng tạo nên các hiệu ứng thú vị trong quang học phi tuyến tính.
Máy đo khoảng cách bằng laser trong quân sự là loại thiết bị quan trọng. Có nhiều loại khác nhau: máy đo cự ly hàng không, máy đo cự ly xe tăng, máy đo cự ly xách tay... Máy đo cự ly hàng không đo chính xác cự ly từ máy bay đến mục tiêu trên mặt đất, nâng cao độ trúng đích khi ném bom. Nguyên lý hoạt động: đo khoảng thời gian chênh lệch giữa xung laser phát ra và xung phản hồi về rồi nhân với tốc độ ánh sáng (≈ 3.108 m/s), lấy kết quả chia 2, được cự ly cần đo.
Rada laser có độ chính xác cao hơn rada thông thường, có thể hướng dẫn hai tàu vũ trụ ghép nối chính xác trên không gian. Máy bay chiến đấu bay ở tầm siêu thấp, nếu trang bị rada laser có thể né chính xác tất cả chướng ngại vật, kể cả đường dây điện. Tuy nhiên, những thiết bị laser đều chịu ảnh hưởng của thời tiết, trời mù hoặc mưa thì khoảng cách đo bị giảm đi nhiều.
Bom có lắp thiết bị dẫn đường bằng laser và đuôi có lắp hệ thống lái điều khiển sẽ tự động tìm kiếm và đánh trúng mục tiêu.
La bàn laser thay thế la bàn phổ thông, để đo phương vị máy bay, dùng trong máy bay phản lực cỡ lớn và máy bay chiến đấu tính năng cao.
Tia laser đo khoảng cách từ vệ tinh và Mặt Trăng đến Trái Đất, đo đạc toàn cầu. Ngoài ra, chùm tia laser còn làm náo nhiệt không khí lễ hội.
Trong đo lường công nghiệp, tia laser được sử dụng trong các máy đo quét laser để xác định các tọa độ 3D của vật thể, nhằm tính toán kích thước, khoảng cách.
Tia laser còn được dùng làm vũ khí, tuy chưa được phổ biến. Được chia làm hai loại: Vũ khí laser công suất thấp làm loá mắt đối phương, dùng trong tác chiến gần, khoảng cách chỉ vài km, trời mưa mù khoảng cách còn ngắn hơn, có thể xách tay, lắp trên xe tăng, máy bay trực thăng. Vũ khí laser năng lượng cao dùng chùm tia laser cực mạnh chiếu đến một điểm trên mục tiêu, dừng lại một thời gian ngắn để vật liệu chảy ra hoặc khí hoá. Chùm tia laser mạnh có thể phá huỷ đường điện, gây cháy thùng nguyên liệu trong máy bay, gây nổ đạn đạo. Lắp đặt trên mặt đất, trên tàu, máy bay, vệ tinh, có tốc độ nhanh, chính xác cao, không cần thuốc mồi, không sinh lực đẩy phía sau, không tạo ô nhiễm nên nó là loại vũ khí "sạch sẽ". Vũ khí laser lắp đặt trên vệ tinh có thể bắn hạ tên lửa đạn đạo và vệ tinh đối phương.
Theo dự tính, để phá huỷ tên lửa đạn đạo cách xa 1000 km cần năng lượng laser 20000 KW và kính phản xạ đường kính 10 m với thời gian chiếu xạ 1 giây. Đầu những năm 90, Mỹ có thể tạo ra tia laser năng lượng 5000 KW. Tuy vẫn còn một khoảng cách khá xa nhưng trong tương lai, vũ khí laser sẽ trở thành công cụ chiến tranh lợi hại và là cuộc đua công nghệ của các cường quốc trên thế giới.
Trong y học, laser công suất thấp được sử dụng trong vật lý trị liệu để gây hiệu ứng sinh học,

## Các nhầm lẫn
Sự hiện diện của laser trong các tác phẩm khoa học viễn tưởng, hay phim hành động, cũng như lời bình phẩm nói chung dẫn đến các suy nghĩ sai lầm. Ví dụ, trái với những gì xuất hiện trên phim như Star Wars, tia laser không bao giờ nhìn thấy trong chân không, vì chân không không có tán xạ ánh sáng. Trong không khí, tia laser có thể va chạm với bụi hay vật cản trên đường và bị tán xạ, tạo ra các tia lóe sáng; tương tự như ánh nắng mặt trời tỏa sáng trong môi trường bụi. Kĩ xảo dùng hạt bụi được ứng dụng làm tia laser có thể nhìn thấy, như trong mục đích chụp ảnh, bằng cách tăng số lượng các hạt bụi trong không khí, chẳng hạn dùng bình xịt thơm.
Tia laser với cường độ cao có thể nhìn thấy trong không khí nhờ vào tán xạ Rayleigh hay tán xạ Raman. Với các tia có cường độ cao hơn, tập trung tại một điểm nhỏ, không khí có thể bị nung lên đến trạng thái plasma, do đó laser có thể được thấy nhờ bức xạ từ plasma này. Tuy nhiên sự tăng áp suất đột ngột khi không khí bị nóng nhanh có thể tạo ra tiếng nổ lớn, và tạo ra sự phản hồi của tia laser làm hư thiết bị (tùy vào thiết kế của laser).
Trong phim khoa học viễn tưởng, các hiệu ứng đặc biệt thường miêu tả các vũ khí laser truyền đi vài mét trong một giây, trái với thực tế là tia laser di chuyển với vận tốc ánh sáng, nhanh đến mức không thể thấy sự di chuyển của tia laser.
Một vài cảnh phim miêu tả hệ thống an toàn sử dụng laser đỏ, có thể được vô hiệu hóa bởi các nhân vật bằng việc là sử dụng gương, khi người này nhìn thấy tia laser bằng cách rải các bụi trắng vào không khí. Thực tế thì hệ thống an toàn có thể dùng tia laser hồng ngoại hơn là tia laser thấy được.